# فهرست کشورها و مناطق بر پایه پهناوری

نقشه دیماکسیون جهان با ۳۰ کشور و قلمرو پهناور بر پایه پهناوری

این فهرستی از کشورهای جهان و قلمروهای وابسته آن‌هاست که بر اساس مساحت کل، شامل زمین و آب، رتبه‌بندی شده‌اند. 
این فهرست شامل ورودی‌هایی است که محدود به استاندارد ایزو ۳۱۶۶–۱ نیست. این استاندارد کشورهایی را پوشش می‌دهد که شامل دولت‌های مستقل و قلمروهای وابسته هستند. در این فهرست، تمامی ۱۹۳ کشور عضو سازمان ملل متحد به همراه دو کشور دارای وضعیت ناظر، دارای رتبه‌بندی هستند. همچنین، کشورهای عمدتاً به رسمیت شناخته‌نشده که در استاندارد ایزو ۳۱۶۶–۱ قرار ندارند، در این فهرست به ترتیب رتبه‌بندی شده‌اند. مساحت این کشورها، در بیشتر موارد، در مساحت کشورهای شناخته‌شده‌تری که همان سرزمین را ادعا می‌کنند نیز لحاظ شده است. 
ادعاهای کشورها در جنوبگان یا نهادهایی مانند اتحادیه اروپا که دارای نوعی حاکمیت هستند اما خود را کشور مستقل یا سرزمین وابسته نمی‌دانند، در این فهرست لحاظ نشده‌اند. 
این فهرست شامل سه معیار اندازه‌گیری مساحت است: 
- مساحت کل: مجموع مساحت زمین و آب در محدوده‌های بین‌المللی و خطوط ساحلی.
- مساحت خشکی: مجموع تمامی زمین‌های واقع در محدوده‌های بین‌المللی و خطوط ساحلی، بدون احتساب مساحت آب‌ها.
- مساحت آبی: مجموع مساحت تمام آب‌های داخلی (مانند دریاچه‌ها، مخازن سد و رودخانه‌ها) که در محدوده‌های بین‌المللی و خطوط ساحلی قرار دارند.[۲] ممکن است آب‌های داخلی ساحلی نیز لحاظ شوند. دریاهای سرزمینی مگر در موارد خاص، در این فهرست گنجانده نشده‌اند. مناطق همجوار و مناطق انحصاری اقتصادی نیز در این فهرست محاسبه نشده‌اند.

مساحت کل، مگر در مواردی که خلاف آن ذکر شده باشد، از داده‌های بخش آمار سازمان ملل متحد گرفته شده است. اطلاعات مربوط به خشکی و آب، مگر در موارد استثنا، از سازمان خواربار و کشاورزی ملل متحد استخراج شده است. در صورت اختلاف نظر میان بخش‌های مختلف سازمان ملل، معمولاً از داده‌های کتاب حقایق جهان سیا استفاده می‌شود. سایر منابع و جزئیات مرتبط با هر ورودی ممکن است در پاورقی‌های مربوطه مشخص شده باشند.

کشورهای جهان بر پایه پهناوری

## کشورها و مناطق بر پایه پهناوری
|     | کشور / منطقه                           | وسعت در کیلومتر مربع | درصد از کل    |
| --- | -------------------------------------- | -------------------- | ------------- |
| —   | زمین                                   | ۱۴۸٬۹۴۰٬۰۰۰          | ۱۰۰٪          |
| ۱   | روسیه                                  | ۱۷٬۰۹۸٬۲۴۶           | ۱۱٫۴۸٪        |
| —   | جنوبگان                                | ۱۴٬۲۰۰٬۰۰۰           | ۹٫۴٪          |
| ۲   | کانادا                                 | ۹٬۹۸۴٬۶۷۰            | ۶٫۷٪          |
| ۳   | ایالات متحده آمریکا                    | ۹٬۸۳۳٬۵۱۷            | ۶٫۵٪          |
| ۴   | چین                                    | ۹٬۵۹۶٬۹۶۲            | ۶٫۴٪          |
| ۵   | برزیل                                  | ۸٬۵۱۵٬۷۶۷            | ۵٫۷۱٪         |
| ۶   | استرالیا                               | ۷٬۶۹۲٬۰۲۴            | ۵٫۱۶٪         |
| ۷   | هند                                    | ۳٬۱۶۶٬۴۱۴            | ۲٫۱۲٪         |
| ۸   | آرژانتین                               | ۲٬۷۸۰٬۴۰۰            | ۱٫۸۶٪         |
| ۹   | قزاقستان                               | ۲٬۷۲۴٬۹۰۰            | ۱٫۸۳٪         |
| ۱۰  | الجزایر                                | ۲٬۳۸۱٬۷۴۱            | ۱٫۶٪          |
| ۱۱  | جمهوری دموکراتیک کنگو                  | ۲٬۳۴۴٬۸۵۸            | ۱٫۵۲٪         |
| —   | گرینلند (دانمارک)                      | ۲٬۱۶۶٬۰۸۶            | ۱٫۴۵٪         |
| ۱۲  | عربستان سعودی                          | ۲٬۱۴۹٬۶۹۰            | ۱٫۴۴٪         |
| ۱۳  | مکزیک                                  | ۱٬۹۶۴٬۳۷۵            | ۱٫۳۱٪         |
| ۱۴  | اندونزی                                | ۱٬۹۰۴٬۵۶۹            | ۱٫۲۹          |
| ۱۵  | سودان                                  | ۱٬۸۸۶٬۰۶۸            | ۱٫۲۶          |
| ۱۶  | لیبی                                   | ۱٬۷۵۹٬۵۴۱            | ۱٬۱۹٪         |
| ۱۷  | ایران                                  | ۱٬۶۴۸٬۱۹۶            | ۱٫۱٪          |
| ۱۸  | مغولستان                               | ۱٬۵۶۴٬۱۱۰            | ۱٫۰۵          |
| ۱۹  | پرو                                    | ۱٬۲۸۵٬۲۱۶            | ۰٫۸۶٪         |
| ۲۰  | چاد                                    | ۱٬۲۸۴٬۰۰۰            | ۰٫۸۶٪         |
| ۲۱  | نیجر                                   | ۱٬۲۶۷٬۰۰۰            | ۰٫۸۵٪         |
| ۲۲  | آنگولا                                 | ۱٬۲۴۶٬۷۰۰            | ۰٫۸۳٪         |
| ۲۳  | مالی                                   | ۱٬۲۴۰٬۱۹۲            | ۰٫۸۳٪         |
| ۲۴  | آفریقای جنوبی                          | ۱٬۲۲۱٬۰۳۷            | ۰٫۸۲          |
| ۲۵  | کلمبیا                                 | ۱٬۱۴۱٬۷۴۸            | ۰٫۷۶          |
| ۲۶  | اتیوپی                                 | ۱٬۱۰۴٬۳۰۰            | ۰٫۷۴٪         |
| ۲۷  | بولیوی                                 | ۱٬۰۹۸٬۵۸۱            | ۰٫۷۳٪         |
| ۲۸  | موریتانی                               | ۱٬۰۳۰٬۷۰۰            | ۰٫۶۹٪         |
| ۲۹  | مصر                                    | ۱٬۰۰۲٬۴۵۰            | ۰٫۶۷٪         |
| ۳۰  | تانزانیا                               | ۹۴۵٬۰۸۷              | ۰٫۶۳          |
| ۳۱  | نیجریه                                 | ۹۲۳٬۷۶۸              | ۰٫۶۲٪         |
| ۳۲  | ونزوئلا                                | ۹۱۶٬۴۴۵              | ۰٫۶۱          |
| ۳۳  | پاکستان                                | ۸۸۱٬۹۱۲              | ۰٫۵۹٪         |
| ۳۴  | نامیبیا                                | ۸۲۵٬۶۱۵              | ۰٫۵۵٪         |
| ۳۵  | موزامبیک                               | ۸۰۱٬۵۹۰              | ۰٫۵۳٪         |
| ۳۶  | ترکیه                                  | ۷۸۳٬۵۶۲              | ۰٫۵۱٪         |
| ۳۷  | شیلی                                   | ۷۵۶٬۱۰۲              | ۰٫۵۱٪         |
| ۳۸  | زامبیا                                 | ۷۵۲٬۶۱۲              | ۰٫۵۱٪         |
| ۳۹  | میانمار                                | ۶۷۶٬۵۷۸              | ۰٫۴۵٪         |
| ۴۰  | افغانستان                              | ۶۵۲٬۸۶۷              | ۰٫۴۴          |
| ۴۱  | فرانسه                                 | ۶۴۰٬۶۷۹              | ۰٫۴۳٪         |
| ۴۲  | سومالی                                 | ۶۳۷٬۶۵۷              | ۰٫۴۲٪         |
| ۴۳  | جمهوری آفریقای مرکزی                   | ۶۲۲٬۹۸۴              | ۰٫۴۱٪         |
| ۴۴  | سودان جنوبی                            | ۶۱۹٬۷۴۵              | ۰٫۴۱٪         |
| ۴۵  | اوکراین                                | ۶۰۳٬۲۶۸              | ۰٫۴٪          |
| ۴۶  | ماداگاسکار                             | ۵۸۷٬۰۴۱              | ۰٫۳۹٪         |
| ۴۷  | بوتسوانا                               | ۵۸۲٬۰۰۰              | ۰٫۳۹          |
| ۴۸  | کنیا                                   | ۵۸۰٬۳۶۷              | ۰٫۳۸٪         |
| ۴۹  | یمن                                    | ۵۲۷٬۹۶۸              | ۰٫۳۵٪         |
| ۵۰  | تایلند                                 | ۵۱۳٬۱۲۰              | ۰٫۳۴٪         |
| ۵۱  | اسپانیا                                | ۵۰۵٬۹۹۲              | ۰٫۳۳٪         |
| ۵۲  | ترکمنستان                              | ۴۸۸٬۱۰۰              | ۰٫۳۲٪         |
| ۵۳  | کامرون                                 | ۴۷۵٬۴۴۲              | ۰٫۳۱          |
| ۵۴  | پاپوآ گینه نو                          | ۴۶۲٬۸۴۰              | ۰٫۳۱          |
| ۵۵  | سوئد                                   | ۴۵۰٬۲۹۵              | ۰٫۳٪          |
| ۵۶  | ازبکستان                               | ۴۴۷٬۴۰۰              | ۰٫۳٪          |
| ۵۷  | مراکش                                  | ۴۴۶٬۵۵۰              | ۰٫۲۹          |
| ۵۸  | عراق                                   | ۴۳۸٬۳۱۷              | ۰٫۲۹٪         |
| ۵۹  | پاراگوئه                               | ۴۰۶٬۷۵۲              | ۰٫۲۷٪         |
| ۶۰  | زیمبابوه                               | ۳۹۰٬۷۵۷              | ۰٫۲۶          |
| ۶۱  | ژاپن                                   | ۳۷۷٬۹۳۰              | ۰٫۲۵٪         |
| ۶۲  | آلمان                                  | ۳۵۷٬۱۱۴              | ۰٫۲۳٪         |
| ۶۳  | جمهوری کنگو                            | ۳۴۲٬۰۰۰              | ۰٫۲۲          |
| ۶۴  | فنلاند                                 | ۳۳۸٬۴۲۴              | ۰٫۲۲٪         |
| ۶۵  | ویتنام                                 | ۳۳۱٬۲۱۲              | ۰٫۲۲٪         |
| ۶۶  | مالزی                                  | ۳۳۰٬۸۰۳              | ۰٫۲۲٪         |
| ۶۷  | نروژ                                   | ۳۲۳٬۸۰۲              | ۰٫۲۱٪         |
| ۶۸  | ساحل عاج                               | ۳۲۲٬۴۶۳              | ۰٫۲۱          |
| ۶۹  | لهستان                                 | ۳۱۲٬۶۷۹              | ۰٫۲٪          |
| ۷۰  | عمان                                   | ۳۰۹٬۵۰۰              | ۰٫۲٪          |
| ۷۱  | ایتالیا                                | ۳۰۱٬۳۳۶              | ۰٫۲٪          |
| ۷۲  | فیلیپین                                | ۳۰۰٬۰۰۰              | ۰٫۲٪          |
| ۷۳  | بورکینافاسو                            | ۲۷۴٬۲۰۰              | ۰٫۱۸٪         |
| ۷۴  | اکوادور                                | ۲۷۲٬۰۴۵              | ۰٫۱۸          |
| ۷۵  | نیوزیلند                               | ۲۷۰٬۴۶۷              | ۰٫۱۸٪         |
| ۷۶  | گابن                                   | ۲۶۷٬۶۶۸              | ۰٫۱۷٪         |
| —   | صحرای غربی                             | ۲۶۶٬۰۰۰              | ۰٫۱۷          |
| ۷۷  | گینه                                   | ۲۴۵٬۸۵۷              | ۰٫۱۶٪         |
| ۷۸  | بریتانیا                               | ۲۴۲٬۹۰۰              | ۰٫۱۶٪         |
| ۷۹  | اوگاندا                                | ۲۴۱٬۵۵۰              | ۰٫۱۶٪         |
| ۸۰  | غنا                                    | ۲۳۸٬۵۳۳              | ۰٫۱۶٪         |
| ۸۱  | رومانی                                 | ۲۳۸٬۳۹۱              | ۰٫۱۶٪         |
| ۸۲  | لائوس                                  | ۲۳۶٬۸۰۰              | ۰٫۱۵٪         |
| ۸۳  | گویان                                  | ۲۱۴٬۹۶۹              | ۰٫۱۴٪         |
| ۸۴  | بلاروس                                 | ۲۰۷٬۶۰۰              | ۰٫۱۳٪         |
| ۸۵  | قرقیزستان                              | ۱۹۹٬۹۵۱              | ۰٫۱۳٪         |
| ۸۶  | سنگال                                  | ۱۹۶٬۷۲۲              | ۰٫۱۳          |
| ۸۷  | سوریه                                  | ۱۸۵٬۱۸۰              | ۰٫۱۲٪         |
| ۸۸  | کامبوج                                 | ۱۸۱٬۰۳۵              | ۰٫۱۲          |
| ۸۹  | اروگوئه                                | ۱۷۶٬۲۱۵              | ۰٫۱۱          |
| ۹۰  | سورینام                                | ۱۶۳٬۸۲۰              | ۰٫۱٪          |
| ۹۱  | تونس                                   | ۱۶۳٬۶۱۰              | ۰٫۱٪          |
| ۹۲  | نپال                                   | ۱۴۷٬۱۸۱              | ۰٫۰۹٪         |
| ۹۳  | بنگلادش                                | ۱۴۳٬۹۹۸              | ۰٫۰۹٪         |
| ۹۴  | تاجیکستان                              | ۱۴۳٬۱۰۰              | ۰٫۰۹٪         |
| —   | سومالی‌لند                              | ۱۳۷٬۶۰۰              | ۰٫۰۹٪         |
| ۹۵  | یونان                                  | ۱۳۱٬۹۵۷              | ۰٫۰۸٪         |
| —   | انگلستان                               | ۱۳۰٬۳۹۵              | ۰٫۰۸          |
| ۹۶  | نیکاراگوئه                             | ۱۳۰٬۳۷۰              | ۰٫۰۸٪         |
| ۹۷  | کره شمالی                              | ۱۲۰٬۵۳۸              | ۰٫۰۸٪         |
| ۹۸  | مالاوی                                 | ۱۱۸٬۴۸۴              | ۰٫۰۷٪         |
| ۹۹  | اریتره                                 | ۱۱۷٬۶۰۰              | ۰٫۰۷٪         |
| ۱۰۰ | بنین                                   | ۱۱۲٬۶۲۲              | ۰٫۰۷٪         |
| ۱۰۱ | هندوراس                                | ۱۱۲٬۰۸۸              | ۰٫۰۷          |
| ۱۰۲ | لیبریا                                 | ۱۱۱٬۳۶۹              | ۰٫۰۷٪         |
| ۱۰۳ | بلغارستان                              | ۱۱۰٬۸۷۹              | ۰٫۰۷٪         |
| ۱۰۴ | کوبا                                   | ۱۱۰٬۸۶۰              | ۰٫۰۷٪         |
| ۱۰۵ | گواتمالا                               | ۱۰۸٬۸۸۹              | ۰٫۰۷          |
| ۱۰۶ | ایسلند                                 | ۱۰۳٬۰۰۰              | ۰٫۰۶          |
| ۱۰۷ | کره جنوبی                              | ۱۰۰٬۲۱۰              | ۰٫۰۶          |
| ۱۰۸ | مجارستان                               | ۹۳٬۰۲۸               | ۰٫۰۶          |
| ۱۰۹ | پرتغال                                 | ۹۲٬۰۹۰               | ۰٫۰۶          |
| —   | گویان فرانسه                           | ۹۰٬۰۰۰               | ۰٫۰۶          |
| ۱۱۰ | اردن                                   | ۸۹٬۳۴۲               | ۰٫۰۵          |
| ۱۱۱ | صربستان                                | ۸۸٬۳۶۱               | ۰٫۰۵          |
| ۱۱۲ | جمهوری آذربایجان                       | ۸۶٬۶۰۰               | ۰٫۰۵٪         |
| ۱۱۳ | اتریش                                  | ۸۳٬۸۷۱               | ۰٫۰۵٪         |
| ۱۱۴ | امارات متحده عربی                      | ۸۳٬۶۰۰               | ۰٫۰۵          |
| —   | اسکاتلند                               | ۷۸٬۳۸۷               | ۰٫۰۵٪         |
| ۱۱۵ | جمهوری چک                              | ۷۸٬۸۶۷               | ۰٫۰۵٪         |
| ۱۱۶ | پاناما                                 | ۷۵٬۴۲۰               | ۰٫۰۵          |
| ۱۱۷ | سیرالئون                               | ۷۱٬۷۴۰               | ۰٫۰۴          |
| ۱۱۸ | جمهوری ایرلند                          | ۷۰٬۲۷۳               | ۰٫۰۴          |
| ۱۱۹ | گرجستان                                | ۶۹٬۷۰۰               | ۰٫۰۴٪         |
| ۱۲۰ | سری‌لانکا                               | ۶۵٬۶۱۰               | ۰٫۰۴٪         |
| ۱۲۱ | لیتوانی                                | ۶۵٬۳۰۰               | ۰٫۰۴          |
| ۱۲۲ | لتونی                                  | ۶۴٬۵۵۹               | ۰٫۰۴٪         |
| —   | سوالبارد                               | ۶۲٬۰۴۵               | ۰٫۰۴٪         |
| ۱۲۳ | توگو                                   | ۵۶٬۷۸۵               | ۰٫۰۳٪         |
| ۱۲۴ | کرواسی                                 | ۵۶٬۵۹۴               | ۰٫۰۳٪         |
| ۱۲۵ | بوسنی و هرزگوین                        | ۵۱٬۱۹۷               | ۰٫۰۳          |
| ۱۲۶ | کاستاریکا                              | ۵۱٬۱۰۰               | ۰٫۰۳٪         |
| ۱۲۷ | اسلواکی                                | ۴۹٬۰۳۵               | ۰٫۰۳          |
| ۱۲۸ | جمهوری دومینیکن                        | ۴۸٬۶۷۰               | ۰٫۰۳          |
| ۱۲۹ | استونی                                 | ۴۵٬۲۲۸               | ۰٫۰۳٪         |
| ۱۳۰ | دانمارک                                | ۴۳٬۰۹۴               | ۰٫۰۲          |
| ۱۳۱ | هلند                                   | ۴۱٬۵۴۳               | ۰٫۰۲٪         |
| ۱۳۲ | سوئیس                                  | ۴۱٬۲۷۷               | ۰٫۰۲٪         |
| ۱۳۳ | بوتان (کشور)                           | ۳۸٬۳۹۴               | ۰٫۰۲          |
| —   | تایوان                                 | ۳۶٬۱۹۸               | ۰٫۰۲          |
| ۱۳۴ | گینه بیسائو                            | ۳۶٬۱۲۵               | ۰٫۰۲٪         |
| ۱۳۵ | مولداوی                                | ۳۳٬۸۵۱               | ۰٫۰۲٪         |
| ۱۳۶ | بلژیک                                  | ۳۰٬۵۲۸               | ۰٫۰۲٪         |
| ۱۳۷ | لسوتو                                  | ۳۰٬۳۵۵               | ۰٫۰۲٪         |
| ۱۳۸ | ارمنستان                               | ۲۹٬۸۴۳               | ۰٫۰۲٪         |
| ۱۳۹ | جزایر سلیمان                           | ۲۸٬۸۹۶               | ۰٫۰۱٪         |
| ۱۴۰ | آلبانی                                 | ۲۸٬۷۴۸               | ۰٫۰۱٪         |
| ۱۴۱ | گینه استوایی                           | ۲۸٬۰۵۱               | ۰٫۰۱٪         |
| ۱۴۲ | بوروندی                                | ۲۷٬۸۳۰               | ۰٫۰۱٪         |
| ۱۴۳ | هائیتی                                 | ۲۷٬۷۵۰               | ۰٫۰۱٪         |
| ۱۴۴ | رواندا                                 | ۲۶٬۳۳۸               | ۰٫۰۱٪         |
| ۱۴۵ | مقدونیه شمالی                          | ۲۵٬۷۱۳               | ۰٫۰۱٪         |
| ۱۴۶ | جیبوتی                                 | ۲۳٬۲۰۰               | ۰٫۰۱٪         |
| ۱۴۷ | بلیز                                   | ۲۲٬۹۶۵               | ۰٫۰۱٪         |
| __  | اسرائیل                                | ۲۲٬۱۴۵               | بی نهایت درصد |
| ۱۴۸ | السالوادور                             | ۲۱٬۰۴۱               | ۰٫۰۱٪         |
| ۱۴۹ | ولز                                    | ۲۰٬۷۷۹               | ۰٫۰۱٪         |
| ۱۵۰ | اسلوونی                                | ۲۰٬۲۷۳               | ۰٫۰۱٪         |
| —   | کالدونیای جدید                         | ۱۸٬۵۷۵               | ۰٫۰۱٪         |
| ۱۵۱ | فیجی                                   | ۱۸٬۲۷۴               | ۰٫۰۱٪         |
| ۱۵۲ | کویت                                   | ۱۷٬۸۱۸               | ۰٫۰۱٪         |
| ۱۵۳ | اسواتینی                               | ۱۷٬۳۶۴               | ۰٫۰۱٪         |
| ۱۵۴ | تیمور شرقی                             | ۱۴٬۸۷۴               | ۰٫۰۰۹٪        |
| ۱۵۵ | باهاما                                 | ۱۳٬۸۸۰               | ۰٫۰۰۹٪        |
| —   | ایرلند شمالی                           | ۱۳٬۸۴۳               | ۰٫۰۰۹٪        |
| ۱۵۶ | مونته‌نگرو                              | ۱۳٬۸۱۲               | ۰٫۰۰۹         |
| ۱۵۷ | وانواتو                                | ۱۲٬۱۸۹               | ۰٫۰۰۸٪        |
| —   | جزایر فالکلند                          | ۱۲٬۱۷۳               | ۰٫۰۰۸٪        |
| ۱۵۸ | قطر                                    | ۱۱٬۵۸۶               | ۰٫۰۰۷٪        |
| ۱۵۹ | گامبیا                                 | ۱۱٬۲۹۵               | ۰٫۰۰۷٪        |
| ۱۶۰ | جامائیکا                               | ۱۰٬۹۹۱               | ۰٫۰۰۷٪        |
| —   | کوزوو                                  | ۱۰٬۸۸۷               | ۰٫۰۰۷٪        |
| ۱۶۱ | لبنان                                  | ۱۰٬۴۵۲               | ۰٫۰۰۷٪        |
| ۱۶۲ | قبرس                                   | ۹٬۲۵۱                | ۰٫۰۰۶٪        |
| —   | پورتوریکو                              | ۸٬۸۷۰                | ۰٫۰۰۵٪        |
| —   | آبخاز                                  | ۸٬۶۶۰                | ۰٫۰۰۵٪        |
| —   | جزایر گالاپاگوس                        | ۷٬۸۸۰                | ۰٫۰۰۵٪        |
| —   | سرزمین‌های جنوبی و جنوبگانی فرانسه      | ۷٬۷۴۷                | ۰٫۰۰۵٪        |
| —   | جزایر کوچک حاشیه‌ای ایالات متحده آمریکا | ۷٬۷۰۰                | ۰٫۰۰۵٪        |
| ۱۶۳ | فلسطین                                 | ۶٬۲۲۰                | ۰٫۰۰۴٪        |
| ۱۶۴ | برونئی                                 | ۵٬۷۶۵                | ۰٫۰۰۳٪        |
| ۱۶۵ | ترینیداد و توباگو                      | ۵٬۱۳۰                | ۰٫۰۰۳٪        |
| —   | پلی‌نزی فرانسه                          | ۴٬۱۶۷                | ۰٫۰۰۳٪        |
| —   | ترانس‌نیستریا                           | ۴٬۱۶۳                | ۰٫۰۰۲٪        |
| ۱۶۶ | کیپ ورد                                | ۴٬۰۳۳                | ۰٫۰۰۲٪        |
| —   | جورجیای جنوبی و جزایر ساندویچ جنوبی    | ۳٬۹۰۳                | ۰٫۰۰۲٪        |
| —   | اوستیای جنوبی                          | ۳٬۹۰۰                | ۰٫۰۰۲٪        |
| ۱۶۷ | ساموآ                                  | ۲٬۸۳۱                | ۰٫۰۰۱٪        |
| ۱۶۸ | لوکزامبورگ                             | ۲٬۵۸۶                | ۰٫۰۰۱٪        |
| —   | رئونیون                                | ۲٬۵۱۰                | ۰٫۰۰۱٪        |
| ۱۶۹ | موریس                                  | ۲٬۰۴۰                | ۰٫۰۰۱٪        |
| ۱۷۰ | کومور                                  | ۱٬۸۶۲                | ۰٫۰۰۱٪        |
| ۱۷۱ | جزیره گوادلوپ                          | ۱٬۷۰۵                | ۰٫۰۰۱٪        |
| —   | جزایر فارو                             | ۱٬۳۹۳                | ۰٫۰۰۰۹٪       |
| —   | هنگ کنگ                                | ۱٬۱۰۴                | ۰٫۰۰۰۸٪       |
| —   | مارتینیک                               | ۱٬۱۰۲                | ۰٫۰۰۰۷٪       |
| ۱۷۲ | سائوتومه و پرنسیپ                      | ۹۶۴                  | ۰٫۰۰۰۶٪       |
| —   | جزایر تورکس و کایکوس                   | ۹۴۸                  | ۰٫۰۰۰۶٪       |
| ۱۷۳ | کیریباتی                               | ۸۱۱                  | ۰٫۰۰۰۵٪       |
| —   | آنتیل هلند                             | ۸۰۰                  | ۰٫۰۰۰۵        |
| ۱۷۴ | بحرین                                  | ۷۶۵                  | ۰٫۰۰۰۵٪       |
| ۱۷۵ | دومینیکا                               | ۷۵۱                  | ۰٫۰۰۰۵٪       |
| ۱۷۶ | تونگا                                  | ۷۴۷                  | ۰٫۰۰۰۵٪       |
| ۱۷۷ | ایالات فدرال میکرونزی                  | ۷۰۲٫۱                | ۰٫۰۰۰۴٪       |
| ۱۷۸ | سنگاپور                                | ۶۹۷                  | ۰٫۰۰۰۴        |
| ۱۷۹ | سنت لوسیا                              | ۶۱۶                  | ۰٫۰۰۰۴        |
| —   | جزیره من                               | ۵۷۲                  | ۰٫۰۰۰۳٪       |
| ۱۸۰ | گوآم                                   | ۵۴۹                  | ۰٫۰۰۰۳٪       |
| ۱۸۱ | آندورا                                 | ۴۶۸                  | ۰٫۰۰۰۳٪       |
| —   | جزایر ماریانای شمالی                   | ۴۶۴                  | ۰٫۰۰۰۳٪       |
| ۱۸۲ | پالائو                                 | ۴۵۹                  | ۰٫۰۰۰۳٪       |
| ۱۸۳ | سیشل                                   | ۴۵۵                  | ۰٫۰۰۰۳٪       |
| —   | کوراسائو                               | ۴۴۴                  | ۰٫۰۰۰۲٪       |
| ۱۸۴ | آنتیگوآ و باربودا                      | ۴۴۲٫۶                | ۰٫۰۰۰۲٪       |
| ۱۸۵ | باربادوس                               | ۴۳۰                  | ۰٫۰۰۰۲٪       |
| —   | جزیره هرد و جزایر مک‌دونالد             | ۴۱۲                  | ۰٫۰۰۰۲٪       |
| ۱۸۶ | سنت وینسنت و گرنادین‌ها                 | ۳۸۹                  | ۰٫۰۰۰۲٪       |
| —   | یان ماین                               | ۳۷۷                  | ۰٫۰۰۰۲٪       |
| —   | جزایر ویرجین ایالات متحده              | ۳۴۷                  | ۰٫۰۰۰۲٪       |
| ۱۸۷ | گرنادا                                 | ۳۴۴                  | ۰٫۰۰۰۲٪       |
| ۱۸۸ | مالت                                   | ۳۱۶                  | ۰٫۰۰۰۲٪       |
| —   | سنت هلنا، اسنشن و تریستان دا کونا      | ۳۰۸                  | ۰٫۰۰۰۲        |
| ۱۸۹ | مالدیو                                 | ۲۹۸                  | ۰٫۰۰۰۲٪       |
| —   | جزایر کیمن                             | ۲۶۴                  | ۰٫۰۰۰۱٪       |
| ۱۹۰ | سنت کیتس و نویس                        | ۲۶۱                  | ۰٫۰۰۰۱٪       |
| —   | نیووی                                  | ۲۶۰                  | ۰٫۰۰۰۱٪       |
| —   | آکراتاری و داکیلیا                     | ۲۵۳٫۸                | ۰٫۰۰۰۱٪       |
| —   | سنت پیر و ماژلان                       | ۲۴۲                  | ۰٫۰۰۰۱٪       |
| —   | جزایر کوک                              | ۲۳۶                  | ۰٫۰۰۰۱٪       |
| —   | ساموای آمریکا                          | ۱۹۹                  | ۰٫۰۰۰۱٪       |
| ۱۹۱ | جزایر مارشال                           | ۱۸۱                  | ۰٫۰۰۰۱٪       |
| —   | آروبا                                  | ۱۸۰                  | ۰٫۰۰۰۱٪       |
| ۱۹۲ | لیختن‌اشتاین                            | ۱۶۰                  | ۰٫۰۰۰۱٪       |
| —   | جزایر ویرجین بریتانیا                  | ۱۵۱                  | ۰٫۰۰۰۱٪       |
| —   | والیس و فوتونا                         | ۱۴۲                  | ۰٫۰۰۰۱٪-      |
| —   | جزیره کریسمس                           | ۱۳۵                  | ۰٫۰۰۰۱٪-      |
| —   | جرزی                                   | ۱۱۶                  | ۰٫۰۰۰۱٪-      |
| —   | مونتسرات                               | ۱۰۲                  | ۰٫۰۰۰۱٪-      |
| —   | آنگویلا                                | ۹۱                   | ۰٫۰۰۰۱٪-      |
| —   | گرنزی                                  | ۷۸                   | ۰٫۰۰۰۱٪-      |
| ۱۹۳ | سان مارینو                             | ۶۱                   | ۰٫۰۰۰۱٪-      |
| —   | قلمرو اقیانوس هند بریتانیا             | ۶۰                   | ۰٫۰۰۰۱٪-      |
| —   | سنت مارتین                             | ۵۴٫۴                 | ۰٫۰۰۰۱٪-      |
| —   | برمودا                                 | ۵۴                   | ۰٫۰۰۰۱٪-      |
| —   | جزیره بووه                             | ۴۹                   | ۰٫۰۰۰۱٪-      |
| —   | جزایر پیت‌کرن                           | ۴۷                   | ۰٫۰۰۰۱٪-      |
| —   | جزیره نورفک                            | ۳۶                   | ۰٫۰۰۰۱٪-      |
| —   | سنت مارتین                             | ۳۴                   | ۰٫۰۰۰۱٪-      |
| —   | ماکائو                                 | ۲۸٫۲                 | ۰٫۰۰۰۱٪-      |
| ۱۹۴ | تووالو                                 | ۲۶                   | ۰٫۰۰۰۱٪-      |
| ۱۹۵ | نائورو                                 | ۲۱                   | ۰٫۰۰۰۱٪-      |
| —   | سنت بارثلمی                            | ۲۱                   | ۰٫۰۰۰۱٪-      |
| —   | جزایر کوکوس                            | ۱۴                   | ۰٫۰۰۰۱٪-      |
| —   | توکلائو                                | ۱۲                   | ۰٫۰۰۰۱٪-      |
| ۱۹۶ | جبل طارق                               | ۶٫۵                  | ۰٫۰۰۰۱٪-      |
| —   | جزیره ویک                              | ۶٫۵                  | ۰٫۰۰۰۱٪-      |
| —   | جزیره کلیپرتون                         | ۶                    | ۰٫۰۰۰۱٪-      |
| —   | جزیره ناواسا                           | ۵٫۴                  | ۰٫۰۰۰۱٪-      |
| —   | جزیره‌های آشمور و کارتیر                | ۵                    | ۰٫۰۰۰۱٪-      |
| —   | جزایر اسپراتلی                         | ۵                    | ۰٫۰۰۰۱٪-      |
| —   | جزایر کورال                            | ۳                    | ۰٫۰۰۰۱٪-      |
| ۱۹۷ | موناکو                                 | ۲٫۰۲                 | ۰٫۰۰۰۱٪-      |
| ۱۹۸ | واتیکان                                | ۰٫۴۴                 | ۰٫۰۰۰۱٪-      |